# Seladerma berani
Seladerma berani är en stekelart som först beskrevs av Vittorio Luigi Delucchi 1953.  Seladerma berani ingår i släktet Seladerma och familjen puppglanssteklar. Inga underarter finns listade i Catalogue of Life.